# Vladimir Frankovič
Vladimir (Vlado) Frankovič, slovenski ekonomist, * 28. marec 1928, Ptuj. - februar 1992.
Leta 1952 je diplomiral na Ekonomski fakulteti v Ljubljani, doktoriral pa 1970 na ameriški univerzi Cornell. V letih 1952−54 je bil zaposlen na Zavodu Socialistične republike Slovenije za statistiko, nato do 1974 na Inštitutu za ekonomska raziskovanja v Ljubljani, v letih 1971−73 kot direktor. Od 1974 dalje je bil zaposlen na Ekonomski fakulteti (takrat poimenovane po Borisu Kidriču) v Ljubljani, od 1979 do upokojitve 1988/89 kot redni profesor, mdr. je bil predstojnik njenega Raziskovalnega centra (RCEF), v letih 1982−84 tudi dekan, Frankovič se je v raziskovalnem delu posvetil ekonometriji in ekonomiki Socialistične federativne republike Jugoslavije. Objavil je več knjig, strokovnih raziskav in učbenikov. 

## Izbrana bibliografija
- Regional differences in incremental capital-output rations : an ecnometric model (disertacija) (COBISS)
- Ekonomika SFRJ : zapiski predavanj (učbenik) (COBISS)
- Izhodišča za dolgoročni razvoj Ljubljane in ljubljanske regije (COBISS)
- Model investicij : (za raziskovalno nalogo "Investicije v jugoslovanskem ekonomskem sistemu) (COBISS)